# World Rugby U-20 Trophy 2016
World Rugby U-20 Trophy 2016 – dziewiąty turniej z cyklu World Rugby U-20 Trophy rozegrany pomiędzy 19 kwietnia a 1 maja 2016 roku w Zimbabwe. Były to międzynarodowe zawody narodowych drużyn rugby union organizowane pod auspicjami World Rugby dla zawodników do 20 roku życia niższe rangą od rozgrywanych w tym samym roku World Rugby U-20 Championship.
Zimbabwe Rugby Union otrzymał prawa do organizacji turnieju na początku września 2015 roku, jednocześnie ogłoszono, iż turniej odbędzie się w Harare. Mecze gościły dwa stadiony – boisko Harare Sports Club oraz Narodowy Stadion Sportowy.
W rozgrywkach wzięło udział osiem reprezentacji, podzielonych na dwie grupy po cztery drużyny. Start w zawodach zapewniony mieli gospodarze oraz spadkowicze z Mistrzostw Świata 2015 – Samoańczycy. O pozostałe sześć miejsc odbywały się regionalne turnieje, a awans uzyskały Urugwaj (Sudamérica Rugby), Namibia (Rugby Africa), Hiszpania (Rugby Europe), Fidżi (Oceania Rugby), Hongkong (Asia Rugby) i USA (NACRA). Stadiony, podział na grupy oraz terminarz zostały ogłoszone w połowie marca 2016 roku.
Zawody przeprowadzono w ciągu czterech meczowych dni, a triumfowali w nich Samoańczycy, którzy w finałowym pojedynku w dogrywce pokonali Hiszpanów.

## Faza grupowa

### Grupa A
| 19 kwietnia 201614:00 | Urugwaj U-20 | 34:38 | Fidżi U-20 | Harare Sports Club, Harare Sędzia: Kurt Weaver |
| 19 kwietnia 201614:00 |              | 34:38 |            | Harare Sports Club, Harare Sędzia: Kurt Weaver |

| 19 kwietnia 201616:00 | Samoa U-20 | 54:24 | Zimbabwe U-20 | Harare Sports Club, Harare Sędzia: Pablo Deluca |
| 19 kwietnia 201616:00 |            | 54:24 |               | Harare Sports Club, Harare Sędzia: Pablo Deluca |

| 23 kwietnia 201610:00 | Samoa U-20 | 32:8 | Fidżi U-20 | Harare Sports Club, Harare |
| 23 kwietnia 201610:00 |            | 32:8 |            | Harare Sports Club, Harare |

| 23 kwietnia 201612:00 | Urugwaj U-20 | 50:22 | Zimbabwe U-20 | Harare Sports Club, Harare |
| 23 kwietnia 201612:00 |              | 50:22 |               | Harare Sports Club, Harare |

| 27 kwietnia 201610:00 | Fidżi U-20 | 42:22 | Zimbabwe U-20 | Harare Sports Club, Harare Sędzia: Ricardo Sant'Anna |
| 27 kwietnia 201610:00 |            | 42:22 |               | Harare Sports Club, Harare Sędzia: Ricardo Sant'Anna |

| 27 kwietnia 201614:00 | Samoa U-20 | 56:22 | Urugwaj U-20 | Harare Sports Club, Harare Sędzia: Pablo Deluca |
| 27 kwietnia 201614:00 |            | 56:22 |              | Harare Sports Club, Harare Sędzia: Pablo Deluca |

### Grupa B
| 19 kwietnia 201610:00 | Stany Zjednoczone U-20                                                                       | 44:46 | Namibia U-20 | Harare Sports Club, Harare Sędzia: Tim Baker |
| 19 kwietnia 201610:00 | Germishuys 18 (3P), Al-Jiboori 6 (P), Mulholland 6 (P), Wilson, Giles 5 (pd K), Cima 4 (2pd) | 44:46 | De Klerk 6 (P), Kavita 6 (P), Luttig 6 (P), Nortje 6 (P), Olivier 6 (P), Van der Merwe 6 (P), Wilson 6 (P), Loubser 4 (2pd) | Harare Sports Club, Harare Sędzia: Tim Baker |

| 19 kwietnia 201612:00 | Hiszpania U-20 | 44:8 | Hongkong U-20 | Harare Sports Club, Harare Sędzia: Ricardo Sant'Anna |
| 19 kwietnia 201612:00 |                | 44:8 |               | Harare Sports Club, Harare Sędzia: Ricardo Sant'Anna |

| 23 kwietnia 201614:00 | Hiszpania U-20                                                                 | 40:22 | Namibia U-20                                          | Harare Sports Club, Harare |
| 23 kwietnia 201614:00 | Canti 12 (2P), Rabago 10 (5pd), Bougeard 6 (P), Domínguez 6 (P), Vaisset 6 (P) | 40:22 | Loubser 10 (P 2pd), Miller 6 (P), Van der Merwe 6 (P) | Harare Sports Club, Harare |

| 23 kwietnia 201616:00 | Stany Zjednoczone U-20 | 32:12 | Hongkong U-20 | Harare Sports Club, Harare |
| 23 kwietnia 201616:00 |                        | 32:12 |               | Harare Sports Club, Harare |

| 27 kwietnia 201612:00 | Namibia U-20 | 70:8 | Hongkong U-20             | Harare Sports Club, Harare Sędzia: Faʻavae Neru |
| 27 kwietnia 201612:00 | Loubser 22 (P 8pd), J. De Klerk 12 (2P), Kavita 12 (2P), Beukes 6 (P), Kuvare 6 (P), Van der Merwe 6 (P), Wilson 6 (P) | 70:8 | Smith 6 (P), Owens 2 (pd) | Harare Sports Club, Harare Sędzia: Faʻavae Neru |

| 27 kwietnia 201616:00 | Hiszpania U-20 | 18:16 | Stany Zjednoczone U-20 | Harare Sports Club, Harare Sędzia: Tim Baker |
| 27 kwietnia 201616:00 |                | 18:16 |                        | Harare Sports Club, Harare Sędzia: Tim Baker |

## Faza pucharowa

### Mecz o 7 miejsce
| 1 maja 201614:00 | Zimbabwe U-20 | 40:44 | Hongkong U-20 | Harare Sports Club, Harare Sędzia: Kurt Weaver |
| 1 maja 201614:00 |               | 40:44 |               | Harare Sports Club, Harare Sędzia: Kurt Weaver |

### Mecz o 5 miejsce
| 1 maja 201610:00 | Urugwaj U-20 | 30:32 | Stany Zjednoczone U-20 | Harare Sports Club, Harare Sędzia: Ricardo Sant'Anna |
| 1 maja 201610:00 |              | 30:32 |                        | Harare Sports Club, Harare Sędzia: Ricardo Sant'Anna |

### Mecz o 3 miejsce
| 1 maja 201612:00 | Fidżi U-20 | 44:30 | Namibia U-20                                                | Harare Sports Club, Harare Sędzia: Pablo Deluca |
| 1 maja 201612:00 | Mario 6 (P), Matawalu 6 (P), Mawi 6 (P), Mokalou 6 (P), Naituvi 6 (P), Viliame Tuidraki 6 (P), Lomani 4 (2pd), Manu 6 (2K) | 44:30 | Breedt 12 (2P), Kavita 6 (P), Nortje 6 (P), Olivier 6 (3pd) | Harare Sports Club, Harare Sędzia: Pablo Deluca |
| 1 maja 201612:00 | Raboiliku | 44:30 | Breedt                                                      | Harare Sports Club, Harare Sędzia: Pablo Deluca |

### Finał
| 1 maja 201616:00 | Samoa U-20 | 38:32 | Hiszpania U-20 | Harare Sports Club, Harare Sędzia: Tim Baker |
| 1 maja 201616:00 |            | 38:32 |                | Harare Sports Club, Harare Sędzia: Tim Baker |